# Basilodes chrysopasa
Basilodes chrysopasa là một loài bướm đêm trong họ Noctuidae.